# Rindtorf (Adelsgeschlecht)

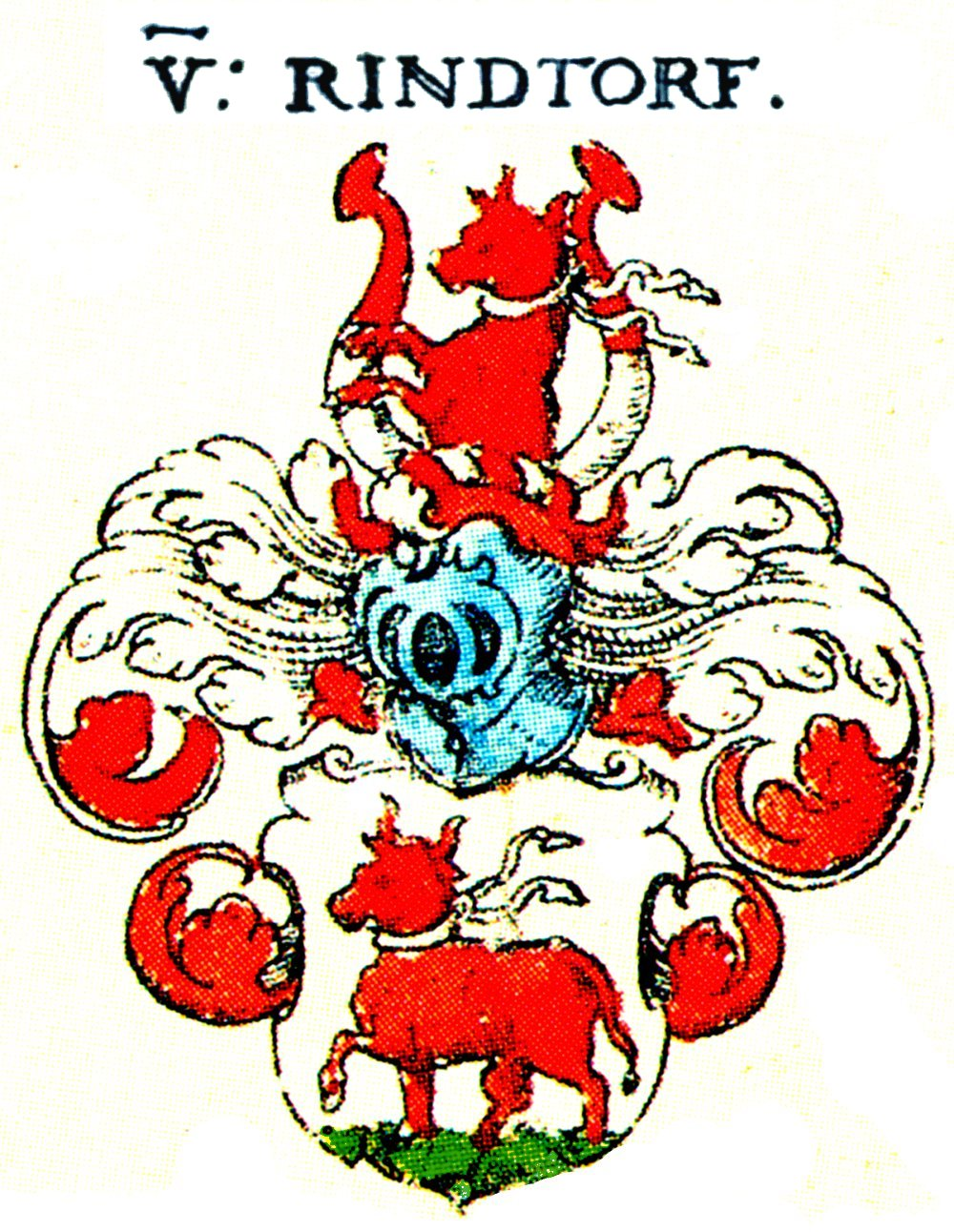
Wappen derer von Rindtorf in Johann Siebmachers Wappenbuch von 1605

von Rindtorf (auch Runtorp, Rundorf, Runthorp, Rintorf) war ein altadeliges Geschlecht in der alten Mark Brandenburg, das sich auch im benachbarten Magdeburg in Sachsen-Anhalt ausgebreitet hat.

## Geschichte
Unter den Domherren des Bistums Havelberg findet man am 30. Dezember 1255 erstmals den Johannes de runtorp (Rintdorf).
Rittermäßige Einsassen der Vogtei Arneburg, sowie Schöppen, Raths-Herren und Bürger der Stadt Werben, vereinigen am 21. Dezember 1321 sich mit den Ständen der übrigen Altmark zur Aufrechterhaltung rechtlicher Sicherheit. Hinrici Rintorp war dabei.
Herzogin Anna von Schlesien bestätigte dem Dietrich von Retfelde die Ausstattung seiner Tochter für das Kloster Arendsee am 6. August 1323. Unter den Zeugen war Hinrico Rintdorp.
Als Claus und Achim von Sanne am 9. November 1422 dem Kammermeister und den Vicarien in Stendal eine Hebung aus Iden versetzen, erscheint Clauwes von runtorpe wonaftig to runtorpe als Zeuge.
Als der Kurfürst Friedrich Markgraf von Brandenburg eine Schuldverschreibung am 22. Februar 1416 ausstellte, erscheint Dyderick von Runtorp als Zeuge.
Der Knappe Curd von Runtorp verkaufte am 2. April 1459 mit Wohlwollen seines Bruders Hans und Vetters Ermbrecht von Runtorp den Vicarien der Marienkirche in Stendal Hebungen aus Meseberg und am 29. März 1462 auch Hebungen aus Gethlingen.
Claus von Runtorp und seine Söhne verkauften am 7. April 1462 Hebungen aus Lintdorf und am 25. August 1474 Curt von Runtorp seinen Anteil an einem Zehnten zu Sanne der Peterskirche zu Stendal.
21. Februar 1448 bekundete Markgraf Friedrich der Jüngere dass sein Bruder Friedrich der Ältere einen Vertrag erfüllt habe und unter den Zeugen findet man den Kammermeister Ilias von Runtorp.
Balthasar von Runtorp verkaufte am 9. Juni 1475 Hebungen aus Iden und Gethlingen an den Hans Garlipp zu Stendal.
In einem Bericht an das Nonnenkloster zu Arendsee erscheinen 1481 Anne und Ida von Runtorp.
Der in Vlessow ansässige Bade von Runtorp verkaufte dem Arnold Kluken, Vikar in der Marienkapelle des Nikolaistiftes, am 4. März 1515 von seinem Hof einen jährlichen Zins.
Die Bürger Heyne und Kone Wittkopp verkaufen am 19. März 1467 an die Äbtissin Clara Lindow, der Priorin Beate Runtorp und dem Konvent des Klosters St. Lorenz 30 Gulden jährlich aus Staßfurt und Sülldorf.
Aus ihrem Hofe zu Rindtorf verkauften Jobst und Jacob von Runtorp am 24. September 1531 dem Vicar der Marienkirche von Stendal eine Rente.
Abraham von Rindtorf (* 1598; † nach 1649), genannt der Kurze, war Mitglied der Fruchtbringenden Gesellschaft. Seine Eltern waren der halberstädtische Domherr Abraham von Rindtorf († 1615) und Hedwig von Lahnstein (1581–1627).
Wolf Friedrich von Rintorf († 13. September 1677), Obrist-Wachtmeister, war verheiratet mit der Baroness Anna Sophie von Asseburg (* 10. August 1610 in Magdeburg; † 15. Juni 1679 in Groß Ellingen), welche dem Ort Rindtorf ein rühmliches Andenken hinterlassen hat. Beide sind in einem Gewölbe bei der Kirche zu Rindtorf begraben.
Am 13. Februar 1650 verkaufte die Familie den Parishof zu Wendemark an den Johann Roloff, dem Vater der Ehefrau von Johann Christian von Dürfeld.
Der Generalmajor und Kommandeur des Infanterie-Regiments Prinz Leopold Maximilian von Anhalt Friedrich Christoph Christian von Rindtorf fiel 1745 bei Kesselsdorf. Dessen einziger Sohn, der Fähnrich Leopold Johann Carl von Rindtorf fiel am 2. November 1760 in der Schlacht bei Torgau als der Letzte des Geschlechts.

## Besitztümer
Rindtorf, Rönnebeck, Alsleben, Ballenstedt, Iden, Gethlingen, Groß Ellingen, Flessau, Giesenslage, Grassau, Parishof zu Wendemark.

## Wappen

Wappen Familie von Rindtorf

- Im silbernen Schild ein roter Ochse (Rind) mit goldenem Halsband. Auf dem Helm zwei rot und weiß gestreifte Büffelhörner.[12]
- Ein weißer Schild / das Rind darinnen rot / das Erdreich grün / auf dem Helm das Rind auch rot / die Binden weiß / die Büffelshörner oben rot unten weiß / die Helmdecke rot und weiß.[13]
- Schild: Weiß mit einem roten auf grünem Boden schreitenden Stier, um den Hals mit einem goldenen Bande, von dem 2 Enden oben abflattern. Helm: Der Stier wachsend zwischen 2 weißen Büffelhörnern. Decken: rot und weiß.[14]

## Berühmte Personen
Friedrich Christoph Christian von Rindtorf (* 1699; † 1745 bei Kesselsdorf), Kanonikus des St. Nicolaistifts in Magdeburg, königlich preußischer Generalmajor, Ritter des Ordens Pour le Merite, Erbherr auf Rindtorf, Groß-Alsleben und Ballenstedt.